# Ghiacciaio DeGanahl
Il Ghiacciaio DeGanahl è uno stretto ghiacciaio tributario antartico, caratterizzato da pareti ripide e lungo circa 19 km, che fluisce in direzione sudest dal Jones Peak, per andare infine a confluire nel Ghiacciaio Liv, proprio di fronte al June Nunatak, nei Monti della Regina Maud, in Antartide.
Il ghiacciaio è stato avvistato per la prima volta e fotografato nel novembre 1929 dall'esploratore polare statunitense Byrd durante il suo volo di ricognizione verso il Polo Sud.
La denominazione è stata assegnata dallo stesso Byrd in onore di Joe deGanahl (1902-1943), navigatore e conduttore di slitte trainate da cani, che faceva parte del gruppo di supporto della sua prima spedizione antartica (1928-30).